# 미셸 모르강
미셸 모르강(Michèle Morgan, 1920년 2월 29일 ~ 2016년 12월 20일)은 프랑스의 배우이다.

## 출연 작품
- 질 자콥: 칸느 영화제 대표 (2010, Gilles Jacob, l'arpenteur de la croisette)
- 모두 잘 지내고 있다오 (1990)
- 벤자민, 더 다이어리 오브 어 버진 보이 (1967)
- 로스트 코맨드 (1966)
- 죽음의 상속자 (1964)
- 파란 수염, 랑드뤼 (1963, Landru)
- 러브 온 더 리비에라 (1958)
- 맥심 (1958)
- 위대한 전략 (1955)
- 나폴레옹 (1955)
- 오만한 자들 (1953)
- 스튜디오 원 (1948)
- 몰락한 우상 (1948)
- 체이스 (1946)
- 전원 교향곡 (1946)
- 마르세이유 가는 길 (1944)
- 하이어 앤 하이어 (1943)
- 폭풍우 (1941)
- 마이 라이프 위드 캐롤라인 (1941)
- 하늘의 뮤지션 (1940)
- 안개 낀 부두 (1938)
- 낙서 (1937)
- 여학생 기숙사 소동기 (1936)